# Eggvena socken
Eggvena socken i Västergötland ingick i Kullings härad, ingår sedan 1971 i Herrljunga kommun och motsvarar från 2016 Eggvena distrikt.
Socknens areal är 16,95 kvadratkilometer varav 16,60 land. År 2000 fanns här 229 invånare.  Kyrkbyn Eggvena med sockenkyrkan Eggvena kyrka ligger i socknen.

## Administrativ historik
Socknen har medeltida ursprung. 
Vid kommunreformen 1862 övergick socknens ansvar för de kyrkliga frågorna till Eggvena församling och för de borgerliga frågorna bildades Eggvena landskommun. Landskommunen uppgick 1952 i Herrljunga landskommun som 1953 ombildades till Herrljunga köping som 1971 ombildades till Herrljunga kommun. Församlingen uppgick 2010 i Herrljunga landsbygdsförsamling.
1 januari 2016 inrättades distriktet Eggvena, med samma omfattning som församlingen hade 1999/2000. 
Socknen har tillhört län, fögderier, tingslag och domsagor enligt vad som beskrivs i artikeln Kullings härad. De indelta soldaterna tillhörde Västgöta regemente, Barne kompani och Västgöta-Dals regemente, Kullings kompani.

## Geografi
Eggvena socken ligger väster om Herrljunga kring Nossan. Socknen har odlingsbygd kring ån och består i övrigt av skogbevuxna bergspartier.

## Fornlämningar
En hällkista från stenåldern är funnen. Från bronsåldern finns gravrösen och skålgropsförekomster. Från järnåldern finns tre gravfält. Två runstenar har påträffats vid Eggvena.

## Befolkningsutveckling
Befolkningen ökade från 203 1810 till 368 1880 varefter den minskade stadigt till 123 1990.

## Namnet
Namnet skrevs 1393 Eggwine och kommer från kyrkbyn. Efterleden innehåller vin, 'betesmark; äng'. Förleden kan vara egg, syftande på en höjdrygg i terrängen.